# Семейные узы (телесериал, Бразилия)
«Семейные узы» (порт.  Laços de Família) — сериал Мануэля Карлуша, выпущенный в свет бразильской телекомпанией «Globo» в 2000 году.

## Производство
Этот сериал наряду с сериалом «Во имя любви» считается лучшим творением своего автора. Все сериалы Мануэля Карлуша имеют много общего: главную героиню непременно зовут Эленой, все названия сериалов взаимозаменимы, действие происходит в престижном прибрежном районе Леблон в Рио-де-Жанейро, в заставках обязательно звучит музыка Антониу Карлуша Жобима.
Данный проект стал воплощением давнего замысла сценариста: столкнуть мать и дочь в соперничестве из-за любимого мужчины. Без участия Веры Фишер и Тони Рамоса он не представлял этого сериала. Только Вера, по его мнению, со своей неувядающей молодостью могла сыграть роль зрелой женщины, в которую способен влюбиться ровесник её дочери, и только Тони он видел в роли честного, спокойного и понимающего мужчины, способного простить измену ради настоящей любви.
Одной из наиболее запоминающихся сцен сериала (сопровождаемой песней Лары Фабиан «Love by grace») стала потеря волос Камиллой, вынужденной пойти на этот шаг в связи со своей страшной болезнью. Запоминающейся стала и роль Капиту, элитной «девушки по вызову», принесшая известность актрисе Джованне Антонелли. Как и во многих других сериалах Мануэля Карлуша, одну из ролей играет его дочь — Жулия Алмейда. Сериал «Семейные узы» стал первой ролью для модели Рейналдо Джанеккини.
Первые серии сериала снимались в Токио.
В России показ сериала состоялся в 2002 году на канале ОРТ (ныне «Первый канал»).

## Сюжет
Главный персонаж теленовеллы — Элена (Вера Фишер). Она — врач-косметолог, ей 44 года и у неё двое детей. Старший сын Фред (Луиджи Баричелли) — 25 летний безработный инженер, женатый на весьма избалованной и третирующей его юной особе по имени Клара (Режиане Алвес). Фред и Клара несчастливы в браке. Клара не уважает мужа, и их брак неспособна спасти даже их годовалая дочь Нина. Тем более что по соседству живёт первая любовь Фреда — 24 летняя красавица Капиту (Джованна Антонелли), которая работает высокооплачиваемой девушкой по вызову, чтобы содержать своих родителей и маленького сына от бросившего её парня. Капиту учится в университете и мечтает завязать со своей профессией. Но это оказывается не так уж и просто. Фред и Капиту поженятся и будут счастливы, а родители Капиту наконец-то перестанут беспокоиться за свою дочку.
Младшая дочь Элены — 22-летняя Камилла (Каролина Дикманн) — учится в Лондоне. Муж Элены погиб ещё до её рождения. Но девушка живо интересуется любой информацией о нём, не подозревая, что мать скрывает от всех имя настоящего отца своей дочери. Она влюблена в Эду.
Сама Элена родилась в Рио-Гранде-ду-Сул. Она дочь Жулии и Алессиу (Фернандо Торрес) — фермера и мэра города. Он женат второй раз на Ингрид (Лилия Кабрал) и у них есть дочь Ирис (Дебора Секку). Элена в ссоре с Алессиу, причиной ссоры стала беременность Элены от Педру (Жозе Майер) — племянника матери Элены, который уехал на неделю покупать лошадей, а пропал на три месяца. Алессиу выгнал беременную Элену с сыном и матерью, что бы избежать позора. У Элены и Педру родилась дочь Камилла. Мать Элены умерла через несколько лет после случившегося. За эти годы Элена ни разу не встречалась ни с ним, ни с его второй женой, ни со своей 18-летней единокровной сестрой, которая выросла весьма эгоистичной и напористой. Ирис с подросткового возраста влюблена в двоюродного брата Элены — Педру, для того, чтобы заполучить Педру, Ирис готова на все, включая шантаж и убийство. Отец Элены Алессиу умирает от рака, перед смертью он успел попросить прощение и помириться со старшей дочерью, а также увидеться с внуком. Ирис пользуется добротой сводной сестры и напрашивается жить вместе с ней в Рио…
В самом начале сериала Элена знакомится с 26-летним молодым привлекательным Эду (Рейнальду Джанеккини), только что получившим диплом врача. Машины Элены и Эду сталкиваются на перекрестке возле книжного магазина, владельцем которого является Мигел (Тони Рамос). Мигел — 55-летний вдовец, жена которого погибла в автомобильной катастрофе, а старший сын остался инвалидом. Но у Элены и Эду очень быстро начинается красивый роман, и Мигел на время остается в стороне.
В то же самое время дочь Мигела Сеса с самого начала положила глаз на Эду и всеми силами старается сблизиться с его тетей Алмой (Мариета Северо), которая после гибели родителей Эду и его сестры Эстелы воспитывает племянников. Алма старается контролировать их жизнь. Они считают, что живут на деньги тети, но вскоре становится известно, что это не совсем так. Алма единственная женщина в теленовелле не принадлежащая к среднему классу — она богата. Она замужем за Данилу (Алешандре Боржес) — 35 летним наивным бездельником и бабником который целый день проводит за бокалом шампанского и плавает в бассейне. Алма обожает организовывать вечеринки и собирать друзей. Она содержит конезавод, управляющим на котором работает двоюродный брат Элены 51-летний Педро, который, по словам многих, уважает лошадей намного больше, чем людей, и, в общем-то, является самодуром. У него не складываются отношения с женой Силвией, что, в совокупности с проделками Ирис и вспыхнувшей между Педро и молодой привлекательной ветеринаром Синтией страсти, приводит к разводу.
Узнав о романе Эду и Элены, Алма хочет разлучить их, ибо мечтает о молодой жене для любимого племянника. В разгар своего страстного романа Элена и Эду решаются на поездку в Японию, где Элена хочет навестить свою дочь Камиллу, поехавшую туда к своему японскому бойфренду Тошио. Но случается непредвиденное — Камилла с первого взгляда влюбляется в Эду. Об этом после их возвращения догадывается Алма и она всеми силами старается, чтобы её племянник перенес свои чувства с матери на дочь, что ей, в конечном счете, удаётся. Камилла и Эду страстно и взаимно влюбляются друг в друга. На долю пары Эду и Камиллы выпадет немало испытаний, главное — это тяжелая болезнь девушки (рак крови). Им всем придется пережить испытание, приготовленное судьбой.

## В ролях
| Актёр               | Роль                      | Примечание |
| ------------------- | ------------------------- | --- |
| Вера Фишер          | Элена                     | врач-косметолог, сестра Ирис, кузина Педро, мать Камиллы и Фреда, возлюбленная/была влюблена/тёща Эду, дочь Алессиу, возлюбленная/невеста/жена Мигела, свекровь Клары и затем Капиту |
| Тони Рамос          | Мигел                     | владелец книжного магазина в Леблоне, отец Сесы и Пауло, друг Паскуала, возлюбленный/жених/муж Элены                                                                                 |
| Жозе Майер          | Педро                     | кузен Ирис и Элены, муж/бывший муж Силвии, биологический отец Камиллы, управляющий конюшни Алмы, возлюбленный/был влюблён в Синтию                                                   |
| Рейналдо Джанеккини | Эду                       | племянник Алмы, возлюбленный/был влюблён в начале сериала/зять Элены, брат Эстелы, возлюбленный/жених/муж Камиллы                                                                    |
| Каролина Дикманн    | Камилла                   | дочь Элены и Педро, сестра Фреда, племянница Ирис, возлюбленная/невеста/жена Эду |
| Дебора Секку        | Ирис                      | дочь Ингрид и Алессио, кузина Педро, сестра Элены, тетя Камиллы и Фреда |
| Джованна Антонелли  | Капиту                    | соседка/невестка Элены, «девушка по вызову», мать Бруно, дочь Эммы и Паскуала, возлюбленная/невеста/жена Фреда                                                                       |
| Алешандре Боржес    | Данило Албукурке          | муж Алмы, возлюбленный Риты |
| Жулия Фелденс       | Сеса                      | дочь Мигела, сестра Пауло, подруга Патти |
| Флавиу Сильвино     | Пауло                     | сын Мигела, брат Сесы, фотограф |
| Луиджи Баричелли    | Фред                      | сын Элены, муж/бывший муж Клары, брат Камиллы, отец Нины, племянник Ирис, возлюбленный/жених/муж Капиту                                                                              |
| Режиане Алвес       | Клара                     | жена/бывшая жена Фреда, мать Нины, враг/соперница Капиту, невестка/бывшая невестка Элены                                                                                             |
| Леонарду Виллар     | Паскуал                   | муж Эммы, отец Капиту, друг Мигела, дедушка Бруно |
| Вальдереш де Барруш | Эмма                      | жена Паскуала, мать Капиту, бабушка Бруно |
| Ванесса Мескита     | Симоне                    | «девушка по вызову», подруга Капиту, приёмная дочь Эммы и Паскуала |
| Жулия Алмейда       | Эстела Монтейро Фернандес | сестра Эду, племянница Алмы |
| Жозе Виктор Кастиел | Вириато                   | муж Ивете, отец Ракел, друг Лаэрти |
| Сорайя Равенле      | Ивете                     | коллега и подруга Элены, жена Вариато, мать Ракел, коллега Антонии и Марсии в клинике Элены                                                                                          |
| Карла Диас          | Ракел                     | дочь Ивете и Вариато, подруга Тиди |
| Талма де Фрейтас    | Зилда                     | домработница Элены |
| Лусиано Кирино      | Лаэрти                    | врач по иглоукалыванию в клинике Элены, отец Тиди, друг Ивете и Вариато |
| Моника Кури         | Антония                   | косметолог клиники Элены, коллега Элены, Лаэрти, Марсии и Ивете |
| Инез Виана          | Марсия                    | секретарь клиники Элены, коллега Элены, Лаэрти и Ивете |
| Элена Раналди       | Синтия                    | ветеринар конюшни Алмы, коллега Алекса, возлюбленная/была влюблена в Педро, подруга/соперница/враг Ирис, дочь Оливии и Эладио, владелица зоомагазина                                 |
| Марли Буено         | Оливия                    | жена Эладио, мать Синтии |
| Умберто Маньяни     | Эладио                    | муж Оливии, отчим Синтии |
| Андреа Кавальканти  | Веринья                   | домработница в доме Синтии |
| Дэниэл Боа Вентура  | Алекс                     | ветеринар конюшни Алмы, соперник/враг Педро, коллега Синтии |
| Пауло Зулу          | Ромео                     | друг и инструктор по вождению гидроцикла Синтии |
| Клаудио Гэбриел     | Северино                  | конюх в конюшне Алмы |
| Флавия Гимараеш     | Ана                       | работница книжного магазина Мигела |
| Ана Карбатти        | Алине                     | подруга и однокурсница Эду, жена Жервазио |
| Андре Валли         | Онофре                    | муж Офелии, сосед Паскуала и Эммы, актёр театра |
| Арлет Херрингер     | Марта                     | повар в столовой на конезаводе у Алмы |
| Беатрис Лира        | Клейде                    | подруга Алмы, Глории и Родриго |
| Каку Монтейру       | Жервазио                  | муж Алине |
| Клеа Симоэш         | Ирени                     | подруга Нилды |
| Денизе Сартори      | Офелия                    | жена Онофре, оперная певица, соседка Паскуала и Эммы |
| Генри Панончелли    | Орландо                   | богатый клиент интим услуг, соперник и враг Фреда/Мауру, возлюбленный/был влюблён в Капиту.                                                                                          |
| Луис Николау        | Мауру (Мауриссио)         | бывший муж Капиту, враг/соперник Фреда, отец Бруно. |
| Паоло Фигуередо     | Родриго                   | друг Алмы, Коейде и Глории |
| Шуша Лопес          | Глория                    | подруга Алмы, Клейде и Родриго |
| Яра Линс            | Нилда                     | мать Мигела, бабушка Сесы и Пауло, подруга Ирени |
| Лилия Кабрал        | Ингрид                    | жена Алессио, мать Ирис. |
| Фернандо Торрес     | Алессиу                   | муж Ингрид, отец Ирис и Элены. |
| Элиети Сигарини     | Силвия                    | жена/бывшая жена Педро, соперница/враг Ирис, владелица цветочного магазина |
| Мариета Северо      | Алма                      | тетя Эду и Эстелы, жена Данило, подруга Глории, Клейде и Родриго, враг Элены, владелица конезавода                                                                                   |
| Жулиана Паэс        | Рита                      | домработница в доме Алмы, возлюбленная Данило. |
| Моника Сайдлер      | Сокорро                   | домработница в доме Ингрид, подруга Ирис |
| Эдсон Силва         | Эйтор                     | садовник в доме Алмы |
| Сэмюэл Мелу         | Тиди                      | сын Лаэрти, друг Ракел |
| Синтия Бенини       | Изабел                    | физиотерапевт Пауло |
| Мива Янагизава      | Сел                       | продавщица в цветочном магазине Силвии |
| Оливер Оказаки      | Тошио                     | парень Камиллы из Японии |
| Альби Рамос         | Бира                      | портье в доме Элены |
| Жулиана Силвейра    | Патти                     | подруга Сесы |
| Бенито Кармона      | Роберто                   | друг и однокурсник Камиллы |
| Жулия Мажеси        | Нина                      | дочь Фреда и Клары, внучка Элены |

## Премии
- 2001 год, премия «APCA»:
- Мариета Северо — лучшая актриса (телевидение) 
Жулия Фелденс— «открытие года»[5]